# Emil Maurice
Emil Maurice (Westermoor, 19 de janeiro de 1897 - Munique, 6 de fevereiro de 1972) foi um dos primeiros membros do Partido Nazista. Maurice era um fabricante de relógios, e manteve uma forte ligação pessoal com Adolf Hitler, com uma amizade que datava desde pelo menos 1919. Com a criação da Sturmabteilung em 1920, Maurice se tornou o primeiro Oberster SA-Führer (Líder Supremo da SA).
De julho de 1923 até agosto do mesmo ano, Maurice serviu como motorista de Hitler. Ainda em 1923 Maurice se tornou também o comandante SA das recentemente estabelecidas Stabswache, uma companhia SA especial que tinha a tarefa de vigiar e proteger Adolf Hitler em reuniões e congressos do partido.
Ainda em 1923, Emil Maurice tomou parte no Putsch da Cervejaria. Foi encarcerado com Adolf Hitler na prisão de Landsberg, e foram para Maurice ditadas as primeiras páginas do livro Mein Kampf.
Já em 1925, dois anos após o Putsch da Cervejaria, Maurice e Hitler refundaram a Stabswache com o nome de Stosstrupp Adolf Hitler. Ainda naquele ano, a tropa foi renomeada como a Schutzstaffel (SS). Àquela altura, Hitler se tornou o Membro nº 1 e Emil Maurice se tornou o Membro nº 2 da SS.  Maurice se tornou um SS-Führer na nova organização, ainda que a liderança da SS fosse assumida por Julius Schreck, o primeiro Reichsführer-SS.
De fevereiro de 1925 até janeiro de 1928, Maurice foi mais uma vez o chauffeur de Hitler. Foi Maurice despedido do cargo pois, segundo testemunhas e documentos encontrados, Maurice manteve, por curto tempo, um relacionamento com Geli Raubal, sobrinha de Hitler. Tudo indica que o assassinato do Padre Bernhard Stempfle foi obra de Maurice, e a razão para tal foi que Stempfle havia mantido conversações com Hitler em que o primeiro condenava o relacionamento entre Maurice e Raubal.
Quando a SS passou por uma reorganização e expansão em 1932, Maurice adquiriu alta patente dentro da organização, e eventualmente seria o mesmo promovido ao cargo de SS-Oberführer. Enquanto Maurice nunca mais conseguiu se inserir no topo da cadeia de comando da SS, seu status como o Membro nº 2 efetivamente o creditava como um dos fundadores da organização. Até mesmo Heinrich Himmler, que se tornaria o mais reconhecido e famoso líder da SS, era nada mais do que o Membro nº168.
Maurice estava com Hitler durante a Noite das facas longas, em 1934. Foi o mesmo responsável pelo fuzilamento de Edmund Heines e seu namorado na mesma noite.
Em 1937 Maurice foi indicado o chefe da Landeshandwerksmeister, uma sociedade de artesãos-mestres em Munique.
Historiadores descobriram recentemente que Himmler suspeitava que Maurice fosse parcialmente judeu. Himmler teria tentado convencer o Führer de retirá-lo da organização SS, mas Hitler nunca aprovou tal, visto que, além de que não existiam evidências suficientes que comprovassem a mistura de Maurice com a raça judia, Maurice possuía longa história dentro da SS, e era um dos mais confiáveis membros da organização.